# Востра (деревня)
Востра — деревня в Ивановском районе Ивановской области России, входит в состав Коляновского сельского поселения.

## История
В 1981 году Указом Президиума Верховного Совета РСФСР посёлок учебного хозяйства Ивановского сельскохозяйственного института переименован в Востра.

## Население
| 2010 |
| ---- |
| 113  |

## Инфраструктура
Действовало в советское время  учебное хозяйство Ивановского сельскохозяйственного института